# Brownville (Nebraska)
Brownville és una població dels Estats Units a l'estat de Nebraska. Segons el cens del 2000 tenia 146 habitants.

## Demografia
Segons el cens del 2000, Brownville tenia 146 habitants, 74 habitatges, i 40 famílies. La densitat de població era de 90,9 habitants per km².
Dels 74 habitatges en un 20,3% hi vivien nens de menys de 18 anys, en un 44,6% hi vivien parelles casades, en un 5,4% dones solteres, i en un 44,6% no eren unitats familiars. En el 40,5% dels habitatges hi vivien persones soles el 17,6% de les quals corresponia a persones de 65 anys o més que vivien soles. El nombre mitjà de persones vivint en cada habitatge era d'1,97 i el nombre mitjà de persones que vivien en cada família era de 2,63.
Per edats la població es repartia de la següent manera: un 18,5% tenia menys de 18 anys, un 5,5% entre 18 i 24, un 19,2% entre 25 i 44, un 34,2% de 45 a 60 i un 22,6% 65 anys o més.
L'edat mediana era de 51 anys. Per cada 100 dones de 18 o més anys hi havia 108,8 homes.
La renda mediana per habitatge era de 34.375 $ i la renda mediana per família de 51.000 $. Els homes tenien una renda mediana de 35.750 $ mentre que les dones 28.438 $. La renda per capita de la població era de 20.928 $. Aproximadament l'11,5% de les famílies i el 15,9% de la població estaven per davall del llindar de pobresa.

## Poblacions més properes
El següent diagrama mostra les poblacions més properes.

## Vila del llibre
Brownville és una petita i sorprenent vila del llibre, al sud d'Omaha, al riu Missouri, amb quatre llibreries i set museus. Ha estat designat com a “International Bokk Town" (Ciutat Internacional del Llibre).